# كلوفر (مانغا)
كلوفر (بالإنجليزية: Clover)‏ هي سلسلة مانغا يابانية من تأليف ورسم كلامب، نشرت من قبل كودانشا مجلة أيمي منذ عام 6 يونيو عام 1997 حتى توقف مجلة في 9 اغسطس عام 1999. أنتجت المانغا إلى فيلم أنمي قصير من قبل مادهاوس عرض في 21 اغسطس عام 1999، وبلغت مدته 5 دقائق.

## القصة
تدور أحداث القصة في عالم مستقبلي حيث أجرى الجيش بحثًا عن الأطفال الموهوبين الملقبين بـ "البرسيم"، والذين لديهم قدرة سحرية للتلاعب بالتكنولوجيا. تشمل النقل الآني واستدعاء الأسلحة من لا شيء. تم تصنيف الأطفال وفقًا لمدى قوتهم، ثم تم وشمهم برمز ورقة البرسيم، حيث يشير عدد أوراق البرسيم إلى قوتهم. سو هي فتاة صغيرة تمتلك ورقة البرسيم ذات الأربع أوراق، تم سجن سو مع الآخرين لمنعها من الاتصال بالبشر الآخرين، حيث كانت الحكومة تخشى أن تتطور مشاعرها وتستخدم كسلاح لتعريض أمن للبلاد للخطر.

## وصلات خارجية
- Nakayoshi's CLAMP Page
- "Shojo Manga Pick of the Month"
- كلوفر (مانغا) على موقع ANN manga (الإنجليزية)